# Vilém Brodecký
Vilém Brodecký (1. srpna 1874 Karlín – 21. ledna 1950 Praha) byl československý politik a meziválečný poslanec Národního shromáždění za Československou sociálně demokratickou stranu dělnickou, později za Neodvislou radikální sociálně demokratickou stranu, Socialistické sjednocení a opět poslanec (později senátor) za Československou sociálně demokratickou stranu dělnickou.

## Biografie
Původním povoláním byl úředníkem na železnici. V 90. letech 19. století se zapojil do odborového hnutí železničářů a stal se členem české sociální demokracie. Počátkem 20. století zastával v rámci sociálně demokratického hnutí v Rakousku-Uhersku centralistické postoje (podpora zachování silné celorakouské strany, nikoliv její rozvolňování na separátní strany jednotlivých národností). V letech 1911–1918 byl členem politického subjektu Česká sociálně demokratická strana v Rakousku, který prosazoval tyto centralistické představy. Následně se zapojil do sociálně demokratického hnutí v ČSR. V letech 1918–1933 byl ústředním tajemníkem Unie železničních zaměstnanců.
Podle údajů k roku 1929 byl profesí tajemníkem železniční unie. Bydlel v Břevnově.
V letech 1918–1920 zasedal v Revolučním národním shromáždění. V parlamentních volbách v roce 1920 získal poslanecké křeslo v Národním shromáždění za sociální demokraty. Během rozkolu ve straně, kdy se od sociální demokracie odtrhlo bolševické křídlo (Komunistická strana Československa), patřil k malé skupině, která stála na pomezí obou frakcí a která se pak ustavila jako Neodvislá radikální sociálně demokratická strana. V roce 1923 spolu s ní vplynul do nové formace nazvané Socialistické sjednocení, aby se v říjnu 1924 vrátil do poslaneckého klubu sociální demokracie. Za ni mandát v parlamentních volbách v roce 1925 obhájil a do parlamentu se dostal i po parlamentních volbách v roce 1929.
V parlamentních volbách v roce 1935 získal senátorské křeslo v Národním shromáždění. V senátu setrval do jeho zrušení v roce 1939, přičemž krátce předtím ještě v prosinci 1938 přestoupil do nově vzniklé Národní strany práce.
Za německé okupace spolupracoval s domácím odbojem a v letech 1941–45 byl vězněn.